# Rågskär (sydväst om Brunskär, Korpo)
För andra betydelser, se Rågskär (olika betydelser).
Rågskär är ett skär i Korpo i egentliga Finland.

## Historia
Rågskär har varit bebyggt sedan början av 1800-talet då här byggdes ett torp under Lohms gård. Den första torparen hade tidigare varit dräng på Lohm, men blev enligt historien utkörd till det karga och ofruktsamma skäret sedan han blivit osams med sin husbonde. Hans dotter Fina gifte sig med Fritiof Andersson som blev näste torpare på Rågskär. Fritiof var en duktig stenarbetare och byggde både den stora stenbryggan med vågbrytare och den hundra meter långa muren runt trädgårdstäppan vilket gjorde det möjligt att odla potatis och grönsaker för husbehov.

## Terräng
Terrängen på Rågskär består huvudsakligen av klipphällar med inslag av mager ängsmark med enstaka lövträd. På den norra delen av skäret finns en dunge med barrträd. På den södra sidan finns en delvis skyddad hamnvik som har kompletterats med två vågbrytare i sten.